# Arabella zonata
Arabella zonata är en ringmaskart som först beskrevs av Moore 1903.  Arabella zonata ingår i släktet Arabella och familjen Oenonidae. Inga underarter finns listade i Catalogue of Life.